# شاندان سين
شاندان سين هو ممثل هندي، ولد في 26 فبراير 1963 في بنغلاديش.

## وصلات خارجية
- شاندان سين على موقع IMDb (الإنجليزية)
- شاندان سين على موقع قاعدة بيانات الفيلم (الإنجليزية)